# Bamingui-Bangorans nationalpark
Bamingui-Bangorans nationalpark är en nationalpark i Centralafrikanska republiken. Den ligger i prefekturen Bamingui-Bangoran, i den centrala delen av landet, 500 km norr om huvudstaden Bangui. Parkens yta är 11 140 kvadratkilometer. Den upprättades 1933.